# Open Sans
Open Sans è un carattere sans-serif disegnato da Steve Matteson e commissionato da Google. Secondo Google, è stato sviluppato con uno "stress verticale, forme aperte e un aspetto neutro, ma amichevole" ed è "ottimizzato per la leggibilità attraverso le interfacce di stampa, Web e mobile." Dotato di aperture ampie su molte lettere e un grande altezza x (lettere minuscole alte), il carattere tipografico è molto leggibile sullo schermo e di piccole dimensioni. Appartiene al genere umanista dei caratteri sans-serif, con un vero corsivo.
Open Sans è utilizzato in alcune pagine Web di Google, nonché nella sua pubblicità cartacea e di stampa. Il suo design è simile a quello di Matteson's Droid Sans, creato come il primo font dell'interfaccia utente per i telefoni Android, ma con caratteri più ampi e l'inclusione di varianti in corsivo.

## Varianti
Open Sans è disponibile in un gran numero di varianti. Ci sono cinque pesi (300 Light, 400 Normal, Semi-Bold 600, Bold 700 e Extra Bold 800), ciascuno con una versione in corsivo, per un totale di dieci varianti. C'è anche un font separato chiamato Open Sans Condensed con 3 variazioni di larghezza.
La famiglia dispone anche di un certo numero di alternative stilistiche, come un "io" maiuscolo (per situazioni in cui questo potrebbe essere confuso con un numero "1" o minuscolo "l") e una scelta selezionabile tra un singolo e doppio storia "g". I numeri possono essere impostati come cifre tabulari, proporzionali o di testo.

## Utilizzo
Open Sans è popolare nel design web in stile design piatto.  Nel luglio 2018 è stato il secondo font più servito su Google Fonts con 28,2 miliardi di volte servite su oltre 20.000.000 di siti Web.
Viene utilizzato come carattere predefinito di Mozilla per i siti Web e nell'app Telegram Desktop.
È il carattere ufficiale dei partiti laburisti, cooperativi e liberaldemocratici del Regno Unito.

## Copertura Unicode
Il repertorio del personaggio contiene 897 glifi, che coprono gli alfabeti latino, greco e cirillico con una vasta gamma di segni diacritici. Nel gennaio 2014 il designer israeliano Yanek Iontef ha pubblicato un font di estensione che copriva l'alfabeto ebraico con supporto per Niqqud (ma non per marchi di cantilenatura) per l'accesso anticipato. Il carattere di estensione è diventato popolare e utilizzato da importanti istituzioni come l'Università di Tel Aviv nel suo rebranding del 2016 e dal sito Web di Haaretz.